# Искра (филм)
Искра је црногорски филм из 2017. године. Режирао га је Гојко Беркуљан. Филм је био црногорски кандидат за Оскара 2018. године.

## Радња
Петар је инспектор у пензији и све што му је остало у животу је његова кћерка Искра. Монотонија пензионерских дана бива прекинута у тренутку када му Игор, новинар и Искрин колега, јавља да Искре нема већ пар дана. Радећи на једном чланку, у журби је од Игора позајмила кључеве његовог аутомобила и више се није враћала. Ипак, ауто убрзо бива пронађен у једној увалини покрај уског и забаченог сеоског пута, али од Искре ни трага. Све указује да је у колима са њом била још једна особа. Потрага за Искром почиње и истрага за узроком Искриног нестанка одводи Петра далеко у његову прошлост.

## Улоге
| Глумац               | Улога          |
| -------------------- | -------------- |
| Мирко Влаховић       | Петар          |
| Јелена Симић         | Искра          |
| Младен Нелевић       | Ранко          |
| Ирина Драгојевић     | Искра(дете)    |
| Александар Гавранић  | Игор           |
| Зоран Вујовић        | Лука           |
| Александар Радуловић | Марко          |
| Миливоје Обрадовић   | Гојко          |
| Драган Рачић         | Мирко          |
| Славко Кликовац      | Полицајац      |
| Данило Челебић       | Директор школе |
| Бранка Станић        | Комшиница      |
| Марта Пићурић        | Чистачица      |
| Јован Дабовић        | Возач          |